# Saison 2023-2024 du Raja Club Athletic
Maillots
Chronologie
Saison précédente Saison suivante
La saison 2023-2024 du Raja Club Athletic est la 75e saison de l'histoire du club depuis sa fondation le 20 mars 1949. Elle fait suite à la saison 2022-2023 dans laquelle le Raja a perdu la finale de la Coupe du trône et s'est classé 5e en championnat. Au titre de cette saison, le Raja CA est engagé dans trois compétitions officielles: Le Championnat du Maroc, la Coupe du Trône et la Coupe arabe des clubs champions. 
Cette saison voit le Raja réaliser un exploit inédit en remportant le doublé coupe-championnat sans défaite, avec un total de 26 victoires et 9 nuls. Les Verts ont pourchassé l'AS FAR depuis le début de la saison jusqu'à la dernière minute de la 29e journée en battant le Wydad pour prendre la tête du classement. Le 14 juin 2024, ils remportent le titre en s'imposant face au Mouloudia d'Oujda (0-3) et bat également le record des points avec 72 unités. Le 1er juillet, le Raja enchaîne avec une quatorzième victoire de suite en battant l'AS FAR encore une fois en finale de la Coupe du trône pour s'assurer le troisième doublé de son histoire.   
Yousri Bouzok est élu meilleur buteur avec 16 buts et meilleur passeur avec 10 passes décisives.

## Avant-saison

### Retour de Mohamed Boudrika
Le 4 mai 2023, Aziz El Badraoui annonce officiellement la fin de son parcours à la tête du club et la tenue d'une assemblée générale extraordinaire le 26 mai pour valider les rapports moral et financier et élire un nouveau président. Cette démission est réclamée par les supporters à la suite de mauvais résultats. Mais la goutte qui a fait déborder le vase n'était autre que l'élimination du Raja en Ligue des champions.
Le 26 mai, Mohamed Boudrika est de nouveau élu président lors de l'assemblée générale extraordinaire tenue à l'Académie du club à Bouskoura. Il était en lice pour la présidence contre Said Hasbane et a obtenu 117 voix contre 45.

### Nouvel équipementier
Le 26 juillet, le club annonce Umbro comme son nouveau équipementier pour les trois prochaines années, après avoir résilié son contrat avec One All Sports. La firme anglaise a déjà été le partenaire du Raja entre 1996 et 1999.

## Préparation
En guise de préparation pour la Coupe arabe des clubs champions 2023, le Raja CA a annoncé le départ de l'équipe vers le Qatar le 19 juillet 2023 et la tenue d'un match amical avec Al-Sadd SC le 21 juillet avant de s'envoler pour l'Arabie Saoudite pour disputer la compétition.

## Mercato d'été
Le 21 juin 2023, avant même l’ouverture du marché des transferts, le Raja CA annonce ses premières recrues: Abdellah Khafifi arrive du Qatar et le meneur de jeu sud-africain Haashim Domingo débarque en provenance de Mamelodi Sundowns. Le 28 juin, le club cède Gibril Sillah au club tanzanien du Azam FC.
Le 2 juillet, Youssef Belammari s'engage pour trois saisons et devient la troisième recrue estivale du club. Le 17 juillet, Adam Ennafati débarque au club et signe un contrat de deux ans.
Le 18 août, le club annonce le transfert de Mohamed Baayou et la venue de Mehdi Moubarik sous forme de prêt en provenance de Al-Aïn FC,.
| Joueur             | Poste             | Type de transfert      | Durée        | Provenance/Destination | Division                  |
| ------------------ | ----------------- | ---------------------- | ------------ | ---------------------- | ------------------------- |
| Arrivées           |                   |                        |              |                        |                           |
| Nawfel Zerhouni    | Attaquant         | Transfert              | 2 ans (2025) | Al-Hazm                | Saudi Professional League |
| Haashim Domingo    | Milieu de terrain | Transfert              | 2 ans (2025) | Mamelodi Sundowns      | Premier Soccer League     |
| Aymen Hussein      | Attaquant         | Transfert              | 2 ans (2025) | Al Jazira              | Arabian Gulf League       |
| El Mehdi Maouhoub  | Attaquant         | Transfert              | 3 ans (2026) | Fath US                | Botola 1                  |
| Abdellah Khafifi   | Défenseur         | Transfert libre        | 2 ans (2025) | Umm Salal              | Qatar Stars League        |
| Youssef Belammari  | Milieu de terrain | Transfert libre        | 3 ans (2026) | Fath US                | Botola 1                  |
| Adam Ennafati      | Milieu de terrain | Transfert libre        | 2 ans (2025) | AS FAR                 | Botola 1                  |
| Mohamed Baayou     | Gardien de but    | Transfert libre        | 2 ans (2025) | AS FAR                 | Botola 1                  |
| Sabir Bougrine     | Milieu de terrain | Transfert libre        | 2 ans (2025) | ES Tunis               | Ligue 1                   |
| Marouane Zila      | Attaquant         | Transfert libre        | 3 ans (2026) | SCC Mohammédia         | Botola 1                  |
| Mehdi Moubarik     | Milieu de terrain | Prêt                   | 1 an (2024)  | Al-Aïn                 | Arabian Gulf League       |
| Gaya Merbah        | Gardien de but    | Retour de prêt         | -            | IR Tanger              | Botola 1                  |
| Mohamed Souboul    | Défenseur         | Retour de prêt         |              | IR Tanger              | Botola 1                  |
| Axel Méyé          | Attaquant         | Retour de prêt         | -            | OC Safi                | Botola 1                  |
| Abdelhay El Forsy  | Milieu de terrain | Retour de prêt         | -            | OC Safi                | Botola 1                  |
| Oussama Soukhane   | Défenseur         | Retour de prêt         | -            | DH El Jadida           | Botola 1                  |
| Abdellah Farah     | Attaquant         | Retour de prêt         | -            | DH El Jadida           | Botola 1                  |
| Gibril Sillah      | Attaquant         | Retour de prêt         | -            | JS Soualem             | Botola 1                  |
| Youssef Lahouizi   | Gardien de but    | Retour de prêt         | -            | JS Soualem             | Botola 1                  |
| Mohamed Naim       | Défenseur         | Retour de prêt         | -            | JS Massira             | Botola 2                  |
| Départs            |                   |                        |              |                        |                           |
| Gibril Sillah      | Attaquant         | Transfert              | 3 ans (2026) | Azam FC                | Ligi Kuu Bara             |
| Gaya Merbah        | Gardien de but    | Transfert              | 3 ans (2026) | IR Tanger              | Botola 1                  |
| Soufiane Benjdida  | Attaquant         | Transfert              | 3 ans (2026) | Standard de Liège      | Jupiler Pro League        |
| Mahmoud Bentayg    | Défenseur         | Transfert              | 3 ans (2026) | AS Saint-Étienne       | Ligue 2                   |
| Ayoub Chaboud      | Défenseur         | Transfert              | 3 ans (2026) | MA Tétouan             | Botola 1                  |
| Abdellah Farah     | Attaquant         | Prêt                   | 1 an (2024)  | MA Tétouan             | Botola 1                  |
| Houssine Rahimi    | Attaquant         | Prêt                   | 1 an (2024)  | JS Soualem             | Botola 1                  |
| Zakaria Labib      | Défenseur         | Prêt                   | 1 an (2024)  | JS Soualem             | Botola 1                  |
| Abdelhay El Forsy  | Milieu de terrain | Prêt                   | 1 an (2024)  | RCA Zemamra            | Botola 1                  |
| Taha El Achbili    | Milieu de terrain | Prêt                   | 1 an (2024)  | CAY Berrechid          | Botola 1                  |
| Raouf Benguit      | Milieu de terrain | Résiliation de contrat | 2 ans (2025) | CR Belouizdad          | Ligue 1                   |
| Oussama Soukhane   | Défenseur         | Résiliation de contrat | 3 ans (2026) | Fath US                | Botola 1                  |
| Abdelilah Madkour  | Défenseur         | Résiliation de contrat | 3 ans (2026) | RS Berkane             | Botola 1                  |
| Aymen Hussein      | Défenseur         | Résiliation de contrat | -            | Al-Qowa Al-Jawiya      | Iraqi Premier League      |
| Axel Méyé          | Défenseur         | Résiliation de contrat | -            | -                      | -                         |
| Hamza Khabba       | Attaquant         | Fin de prêt            | -            | Al Arabi               | Kuwait Premier League     |
| Nawfel Zerhouni    | Attaquant         | Fin de prêt            | -            | Al-Hazm                | Saudi Professional League |
| Marouane Hadhoudi  | Défenseur         | Fin de contrat         | 1 an (2024)  | Sabah FC               | Azerbaijan Premier League |
| Abdelilah Hafidi   | Milieu de terrain | Fin de contrat         | -            | -                      | -                         |
| Mohamed Nahiri     | Défenseur         | Fin de contrat         | -            | -                      | -                         |
| Zakaria Hadraf     | Attaquant         | Résiliation de contrat | -            | -                      | -                         |
| Walid Sabbar       | Milieu de terrain | Résiliation de contrat | -            | -                      | -                         |
| Hamza Moujahid     | Milieu de terrain | Résiliation de contrat |              |                        |                           |
| Zakaria Habti      | Attaquant         | Résiliation de contrat | -            | -                      | -                         |
| Jamal Harkass      | Défenseur         | Résiliation de contrat | -            |                        |                           |
| Amir El Haddaoui   | Gardien de but    | Résiliation de contrat | -            | -                      | -                         |
| Youssef Lahouizi   | Gardien de but    | Résiliation de contrat | -            | -                      | -                         |
| Mohamed Ali Manali | Défenseur         | Résiliation de contrat | -            | -                      |                           |

## Mercato hivernal
| Joueur             | Poste             | Type de transfert      | Durée                | Provenance/Destination | Division               |
| ------------------ | ----------------- | ---------------------- | -------------------- | ---------------------- | ---------------------- |
| Arrivées           |                   |                        |                      |                        |                        |
| Roger Aholou       | Milieu de terrain | Résiliation de contrat | -                    | -                      | -                      |
| Abdessamad Badaoui | Défenseur         | Résiliation de contrat | -                    | -                      | -                      |
| Marouane Fakhr     | Défenseur         | Résiliation de contrat | -                    | JS Soualem             | Botola 1               |
| Mohamed Souboul    | Défenseur         | Transfert              | 3 ans et demi (2027) | SC Bastia              | Ligue 2                |
| Abdelhay El Forsy  | Défenseur         | Transfert              | -                    | RCA Zemamra            | Botola 1               |
| Départs            |                   |                        |                      |                        |                        |
| Víctor Ábrego      | Attaquant         | Transfert              | 2 ans et demi (2026) | Universitario de Vinto | Championnat de Bolivie |
| Hervé Guy          | Milieu de terrain | Transfert libre        | 6 mois (2024)        | Fath US                | Botola 1               |
| Riyad Benayad      | Attaquant         | Prêt                   | 6 mois (2024)        | ES Tunis               | Ligue 1                |
| Zakaria Labib      | Défenseur         | Retour de prêt         | -                    | JS Soualem             | Botola 1               |
| Anouar Tamoun      | Défenseur         | Transfert              | 3 ans et demi (2027) | AS FAR                 | Botola 1               |

## Compétitions

### Coupe du trône
La Coupe du trône 2022-2023 est la 67e édition de la Coupe du Trône de football sous l'égide de la Fédération royale marocaine de football depuis sa création en 1956. C'est une compétition à élimination directe, organisée annuellement et ouverte aux clubs amateurs et professionnels affiliés à la FRMF. Le vainqueur de la Coupe s'offre une place en Coupe de la confédération, s'il n'est pas déjà qualifié pour la Ligue des champions de la CAF.
Le Raja CA totalise 8 titres dans cette compétition, dont le dernier a été remporté en 2017 sous la houlette de Juan Carlos Garrido.
| Date       | Tour            | Adversaire     | Lieu                                    | Score |
| ---------- | --------------- | -------------- | --------------------------------------- | ----- |
| 30/03/2024 | 1/16e de finale | OC Safi        | Stade municipal de Berrechid, Berrechid | 2-0   |
| 07/04/2024 | 1/8e de finale  | SCC Mohammédia | Stade Bachir, Mohammédia                | 0-1   |
| 11/05/2024 | Quart de finale | HUS Agadir     | Stade Adrar, Agadir                     | 2-4   |
| 21/06/2024 | Demi-finale     | MC Oujda       | Stade Adrar, Agadir                     | 4-3   |
| 01/07/2024 | Finale          | AS FAR         | Stade Adrar, Agadir                     | 1-2   |

### Championnat
La Botola 2023-2024 est la 96e édition du championnat du Maroc de football et la 68e édition sous l'égide de la Fédération royale marocaine de football depuis sa création en 1956. La division oppose seize clubs en une série de trente rencontres, chaque club se rencontrant à deux reprises. Les meilleurs du championnat se qualifient pour les coupes d'Afrique que sont la Ligue des Champions pour le champion et vice-champion, et la Coupe de la confédération pour le troisième.
Le Raja CA participe à cette compétition pour la 68e fois de son histoire et n'a jamais quitté l'élite du football marocain depuis la première édition de 1956-1957, un record national,,,.

#### Journées 1 à 5
| Date       | J.  | Adversaire    | Lieu                                    | Score |
| ---------- | --- | ------------- | --------------------------------------- | ----- |
| 27/08/2023 | 1re | CAY Berrechid | Stade municipal de Berrechid, Berrechid | 1-3   |
| 03/09/2023 | 2e  | AS FAR        | Stade Mohammed-V, Casablanca            | 2-2   |
| 17/09/2023 | 3e  | Maghreb AS    | Stade de Fès, Fès                       | 1-1   |
| 24/09/2023 | 4e  | US Touarga    | Stade Mohammed-V, Casablanca            | 1-0   |
| 01/10/2023 | 5e  | HUS Agadir    | Stade Adrar, Agadir                     | 1-1   |

#### Journées 6 à 10
| Date       | J.  | Adversaire     | Lieu                                | Score |
| ---------- | --- | -------------- | ----------------------------------- | ----- |
| 08/10/2023 | 6e  | MA Tétouan     | Stade Mohammed-V, Casablanca        | 1-0   |
| 28/10/2023 | 7e  | OC Safi        | Grand stade de Marrakech, Marrakech | 2-2   |
| 05/11/2023 | 8e  | Fath US        | Stade Mohammed-V, Casablanca        | 1-0   |
| 11/11/2023 | 9e  | JS Soualem     | Stade Bachir, Mohammédia            | 0-0   |
| 26/11/2023 | 10e | SCC Mohammédia | Stade Ben-Ahmed-El-Abdi, El Jadida  | 1-0   |

#### Journées 11 à 15
| Date       | J.  | Adversaire  | Lieu                                    | Score |
| ---------- | --- | ----------- | --------------------------------------- | ----- |
| 09/12/2023 | 11e | RCA Zemamra | Stade municipal de Berrechid, Berrechid | 2-1   |
| 24/12/2023 | 12e | RS Berkane  | Stade municipal de Berkane, Berkane     | 1-1   |
| 28/12/2023 | 13e | IR Tanger   | Stade municipal de Berrechid, Berrechid | 6-1   |
| 03/01/2023 | 14e | Wydad AC    | Stade El Bachir, Mohammédia             | 0-2   |
| 06/01/2023 | 15e | MC Oujda    | Stade municipal de Berrechid, Berrechid | 2-0   |

#### Journées 16 à 20
| Date       | J.  | Adversaire    | Lieu                                    | Score |
| ---------- | --- | ------------- | --------------------------------------- | ----- |
| 08/02/2024 | 16e | CAY Berrechid | Stade municipal de Berrechid, Berrechid | 2-1   |
| 11/02/2024 | 17e | AS FAR        | Stade municipal de Kénitra, Kenitra     | 1-1   |
| 14/02/2024 | 18e | Maghreb AS    | Stade municipal de Berrechid, Berrechid | 1-0   |
| 17/02/2024 | 19e | US Touarga    | Stade Moulay Hassan, Rabat              | 0-0   |
| 20/02/2024 | 20e | HUS Agadir    | Stade municipal de Berrechid, Berrechid | 2-0   |

#### Journées 21 à 25
| Date       | J.  | Adversaire     | Lieu                                    | Score |
| ---------- | --- | -------------- | --------------------------------------- | ----- |
| 24/02/2024 | 21e | MA Tétouan     | Stade Saniat-Rmel, Tétouan              | 1-1   |
| 03/03/2024 | 22e | OC Safi        | Stade municipal de Berrechid, Berrechid | 1-0   |
| 10/03/2024 | 23e | Fath US        | Stade Moulay Hassan, Rabat              | 0-1   |
| 16/03/2024 | 24e | JS Soualem     | Stade municipal de Berrechid, Berrechid | 3-1   |
| 14/04/2024 | 25e | SCC Mohammédia | Stade Bachir, Mohammédia                | 0-2   |

#### Journées 26 à 30
| Date       | J.  | Adversaire  | Lieu                                    | Score |
| ---------- | --- | ----------- | --------------------------------------- | ----- |
| 21/04/2024 | 26e | RCA Zemamra | Stade Ahmed Choukri, Zemamra            | 1-2   |
| 24/05/2024 | 27e | RS Berkane  | Stade municipal de Berrechid, Berrechid | 3-0   |
| 28/05/2024 | 28e | IR Tanger   | Stade Saniat-Rmel, Tétouan              | 1-2   |
| 02/06/2024 | 29e | Wydad AC    | Stade municipal de Berrechid, Berrechid | 1-0   |
| 14/06/2024 | 30e | MC Oujda    | Stade d'honneur d'Oujda, Oujda          | 3-0   |

#### Classement
Extrait du classement final de la Botola 2023-2024
| Rang | Équipe     | Pts | J  | G  | N  | P  | Bp | Bc | Diff |
| ---- | ---------- | --- | -- | -- | -- | -- | -- | -- | ---- |
| 1    | Raja CA    | 72  | 30 | 21 | 9  | 0  | 52 | 15 | +37  |
| 2    | AS FAR T   | 71  | 30 | 22 | 5  | 3  | 65 | 22 | +43  |
| 3    | RS Berkane | 52  | 30 | 14 | 10 | 6  | 38 | 23 | +15  |
| 4    | US Touarga | 44  | 30 | 12 | 8  | 10 | 36 | 33 | +3   |

### Coupe arabe des clubs champions
La Coupe du Roi Salman des clubs est la 30e édition de la Coupe arabe des clubs champions, le tournoi de football des clubs organisé par l'UAFA.
Au total, 37 équipes participent à la compétition qui débutera par un tour préliminaire avant que le tournoi final ne se déroule en Arabie saoudite dans trois villes : Abha, Al Bahah et Taëf. Un prix de 10 millions de dollars de prix est prévu pour le vainqueur. Champion en titre après avoir remporté la Coupe Mohamed VI des clubs en 2021, le Raja CA est directement qualifié à la phase finale.

#### Phase de poules
| Date       | Tour      | Adversaire    | Lieu                                    | Score |
| ---------- | --------- | ------------- | --------------------------------------- | ----- |
| 28/07/2023 | Journée 1 | CR Belouizdad | Sultan bin Abdulaziz Stadium (en), Abha | 1-2   |
| 31/07/2023 | Journée 2 | Koweït SC     | Sultan bin Abdulaziz Stadium (en), Abha | 2-0   |
| 03/08/2023 | Journée 3 | Al-Wahda FC   | Sultan bin Abdulaziz Stadium (en), Abha | 0-1   |

| Rang | Équipe        | Pts | J | G | N | P | Bp | Bc | Diff |
| ---- | ------------- | --- | - | - | - | - | -- | -- | ---- |
| 1    | Raja CA       | 9   | 3 | 3 | 0 | 0 | 5  | 1  | +4   |
| 2    | Al-Wahda FC   | 6   | 3 | 2 | 0 | 1 | 4  | 3  | +1   |
| 3    | CR Belouizdad | 1   | 3 | 0 | 1 | 2 | 3  | 5  | -2   |
| 4    | Koweït SC     | 1   | 3 | 0 | 1 | 2 | 2  | 5  | -3   |

#### Phase finale
| Date       | Tour            | Adversaire | Lieu                                    | Score |
| ---------- | --------------- | ---------- | --------------------------------------- | ----- |
| 06/08/2023 | Quart de finale | Al Nassr   | Sultan bin Abdulaziz Stadium (en), Abha | 3-1   |

## Statistiques

### Statistiques collectives
| Compétition                          | Résultat        | Matches joués | Gagnés | Nuls | Perdus | Buts pour | Buts contre | Différence |
| ------------------------------------ | --------------- | ------------- | ------ | ---- | ------ | --------- | ----------- | ---------- |
| Botola                               | -               | 30            | 21     | 9    | 0      | 52        | 15          | +37        |
| Coupe du Trône                       | -               | 5             | 5      | 0    | 0      | 13        | 6           | +7         |
| Coupe arabe des clubs champions 2023 | Quart de finale | 4             | 3      | 0    | 1      | 6         | 4           | +2         |
| Total                                | Total           | 39            | 30     | 9    | 1      | 71        | 22          | +46        |

### Statistiques individuelles

#### Onze de départ
| \| No. \| Pos. \| Joueur \| Titulaire \| Remplaçant \| \| --- \| ---- \| ------------------- \| --------- \| ------------------------------------------------------------------------------------- \| \| 1 \| GB \| Anas Zniti \| 38 \| Fakhr a 1 titularisation \| \| 27 \| DD \| Mohamed Boulacsoute \| 31 \| Badaoui a 7 titularisations et Chaboud a 1 titularisation \| \| 4 \| DC \| Ismael Mokadem \| 38 \| Mchakhchekh a 1 titularisation \| \| 5 \| DC \| Abdellah Khafifi \| 29 \| Arrassi a 10 titularisations \| \| 17 \| DG \| Youssef Belammari \| 32 \| Bentayg a 3 titularisations, Souboul a 2 titularisations et Labib a 1 titularisation \| \| 18 \| MD \| Roger Aholou \| 12 \| Moubarik a 17 titularisations et Camara a 4 titularisations \| \| 23 \| MR \| Mohamed Makahasi \| 30 \| El Wardi a 5 titularisations \| \| 34 \| MO \| Sabir Bougrine \| 29 \| Zrida a 26 titularisations, El Forsy et El Achbili ont 1 titularisation \| \| 26 \| AiG \| Yousri Bouzok \| 32 \| Rahimi a 2 titularisations et Zila a 1 titularisation \| \| 77 \| AiD \| Adam Ennafati \| 27 \| Domingo a 2 titularisations \| \| 11 \| AC \| Nawfel Zerhouni \| 27 \| Maouhoub a 13 titularisations, Hussein a 2 titularisations et Méyé a 1 titularisation \| |      |                     |           |                                                                                       |
| No. | Pos. | Joueur              | Titulaire | Remplaçant                                                                            |
| 1 | GB   | Anas Zniti          | 38        | Fakhr a 1 titularisation                                                              |
| 27 | DD   | Mohamed Boulacsoute | 31        | Badaoui a 7 titularisations et Chaboud a 1 titularisation                             |
| 4 | DC   | Ismael Mokadem      | 38        | Mchakhchekh a 1 titularisation                                                        |
| 5 | DC   | Abdellah Khafifi    | 29        | Arrassi a 10 titularisations                                                          |
| 17 | DG   | Youssef Belammari   | 32        | Bentayg a 3 titularisations, Souboul a 2 titularisations et Labib a 1 titularisation  |
| 18 | MD   | Roger Aholou        | 12        | Moubarik a 17 titularisations et Camara a 4 titularisations                           |
| 23 | MR   | Mohamed Makahasi    | 30        | El Wardi a 5 titularisations                                                          |
| 34 | MO   | Sabir Bougrine      | 29        | Zrida a 26 titularisations, El Forsy et El Achbili ont 1 titularisation               |
| 26 | AiG  | Yousri Bouzok       | 32        | Rahimi a 2 titularisations et Zila a 1 titularisation                                 |
| 77 | AiD  | Adam Ennafati       | 27        | Domingo a 2 titularisations                                                           |
| 11 | AC   | Nawfel Zerhouni     | 27        | Maouhoub a 13 titularisations, Hussein a 2 titularisations et Méyé a 1 titularisation |

#### Meilleurs buteurs
| Rang                | Joueur              | Botola | Coupe du trône | Coupe arabe des clubs champions | Total |
| ------------------- | ------------------- | ------ | -------------- | ------------------------------- | ----- |
| 1                   | Yousri Bouzok       | 14     | 1              | 1                               | 16    |
| 2                   | Nawfel Zarhouni     | 7      | 3              | 0                               | 10    |
| 3                   | El Mehdi Maouhoub   | 8      | 1              | 0                               | 9     |
| 4                   | Adam Ennafati       | 7      | 1              | 0                               | 8     |
| 5                   | Riad Benayad        | 2      | 2              | 1                               | 4     |
| 6                   | Zakaria El Wardi    | 2      | 0              | 1                               | 3     |
| 7                   | Youssef Belammari   | 1      | 1              | 0                               | 2     |
| 8                   | Sabir Bougrine      | 2      | 0              | 0                               | 2     |
| 9                   | Mohamed Zrida       | 1      | 0              | 1                               | 2     |
| 10                  | Bouchaib Arrassi    | 1      | 0              | 1                               | 2     |
| 11                  | Abdellah Khafifi    | 2      | 0              | 0                               | 2     |
| 12                  | Mohamed Boulacsoute | 2      | 1              | 0                               | 2     |
| 13                  | Mohamed Makahasi    | 1      | 0              | 0                               | 1     |
| 14                  | Ismail Mokadem      | 0      | 1              | 0                               | 1     |
| 15                  | Abdessamad Badaoui  | 1      | 0              | 0                               | 1     |
| 16                  | Houssine Rahimi     | 0      | 0              | 1                               | 1     |
| But contre son camp | But contre son camp | 2      | 2              | 1                               | 5     |
| Total               | Total               | 52     | 13             | 6                               | 71    |

(Les chiffres ci-dessus ne sont valables que pour les matchs officiels)

#### Meilleurs passeurs
| Rang  | Joueur              | Botola | Coupe du trône | Coupe arabe des clubs champions | Total |
| ----- | ------------------- | ------ | -------------- | ------------------------------- | ----- |
| 1     | Yousri Bouzok       | 8      | 2              | 0                               | 10    |
| 2     | Adam Ennafati       | 4      | 1              | 0                               | 5     |
| 3     | Sabir Bougrine      | 4      | 1              | 0                               | 5     |
| 4     | Youssef Belammari   | 4      | 1              | 0                               | 5     |
| 5     | Nawfel Zarhouni     | 3      | 1              | 1                               | 5     |
| 6     | Mohamed Boulacsoute | 2      | 1              | 1                               | 4     |
| 7     | Mohamed Zrida       | 3      | 0              | 0                               | 3     |
| 8     | Mohamed Makahasi    | 1      | 1              | 0                               | 2     |
| 9     | El Mehdi Maouhoub   | 2      | 0              | 0                               | 2     |
| 10    | Zakaria Labib       | 0      | 0              | 1                               | 1     |
| Total | Total               | 31     | 8              | 3                               | 42    |